# Corradino Malaspina
 (mai 2024).
Si vous disposez d'ouvrages ou d'articles de référence ou si vous connaissez des sites web de qualité traitant du thème abordé ici, merci de compléter l'article en donnant les références utiles à sa vérifiabilité et en les liant à la section « Notes et références ».
Corradino Malaspina (... – XIVe siècle) est un condottiere italien.

## Biographie

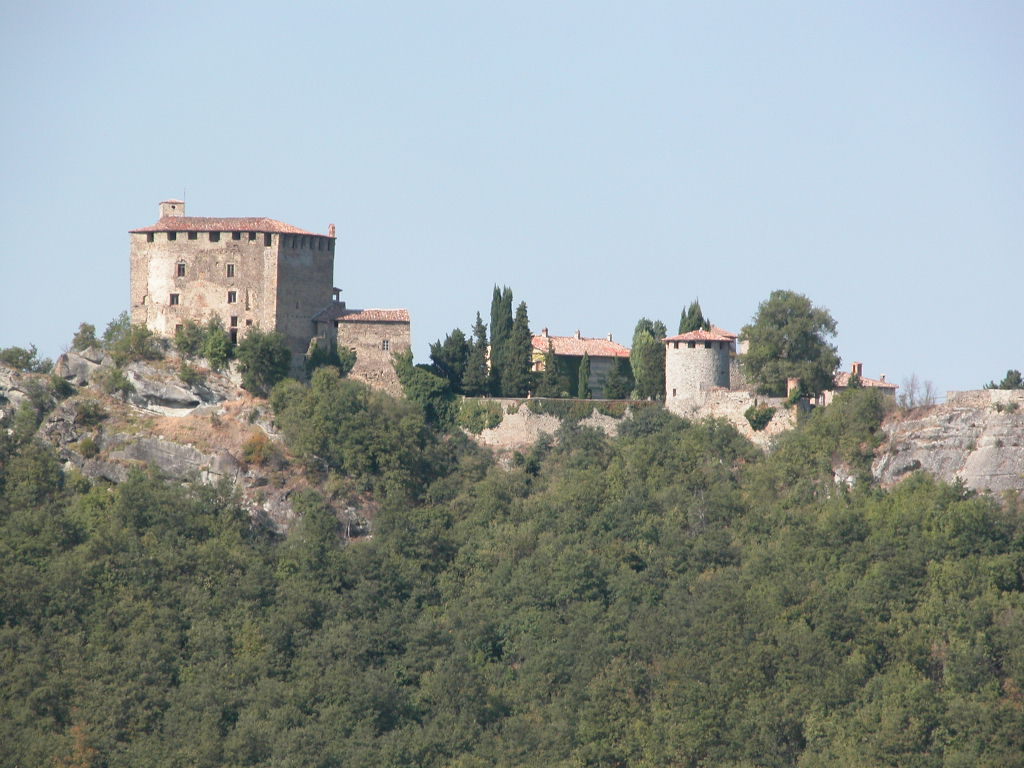
La

Surnommé Spadalunga (littéralement comme "épée longue") pour son courage, il est le fils de Morello di Alberto, de la lignée du rameau de Spino Secco, et de Giovanna de' Vagi.
Dans un document de 1312, il est mentionné avec ses frères Jacopino et Manfredi concernant la garde du château de Lusuolo. En 1321, il participe contre les guelfes à la bataille de Bardi aux côtés de Galeazzo I Visconti. En 1326, il assiège la Rocca d'Olgisio (it) avec Manfredo Landi et Francesco Volpe Landi, mais l'assaut échoue. Les troupes papales, sous le commandement d'Azzotto Del Balzo, l'emportent et obligent les assaillants à fuir. En 1334, Corradino contraint l'abbé de Bobbio, Alberto, à accueillir dans le monastère et à faire moines six hommes opposés à sa faction.